# 三者
三者（三ツ者、みつもの），由甲婓國大名武田信玄籌組的忍者集團，游走全國收集情報，主要活躍於山梨縣、長野縣一帶，又叫作「足長坊主」。

## 組織情況
三ツ者內部分成間見、見方、目付三職，遂得名為三ツ者，最早三者主要是由武田家的飯富虎昌、甘利虎泰及板垣信方各自統帥10人從事諜報、謀略及監察等工作，是武田信玄在上田原之戰失敗後，重視到情報重要性而重新整頓編制，打扮成僧侶或商人監視其他大名的動向以及兵力、城防的情況，協助武田信玄排設謀略，使用狼煙作為主要通訊手段，規模曾增至200人。

## 主要人物
- 富田郷左衛門
- 出浦盛清
- 秋山十郎兵衛
- 西山十右衛門

## 關連項目
- 武田信玄
- 忍者